# Daro
Daro è un comune (in francese sous-préfecture) della Guinea, parte della regione di Nzérékoré e della prefettura di Macenta.